# 賃貸住宅の管理業務等の適正化に関する法律
賃貸住宅の管理業務等の適正化に関する法律（ちんたいじゅうたくのかんりぎょうむとうのてきせいかにかんするほうりつ、令和2年6月19日法律第60号）は、賃貸住宅の管理業務の適正化などに関する日本の法律である。通称賃貸住宅管理業法。
法令番号は令和2年法律第60号、2020年（令和2年）6月19日に公布された。

## 概要
社会経済情勢の変化に伴い国民の生活の基盤としての賃貸住宅の役割の重要性が増大していることに鑑み、賃貸住宅の入居者の居住の安定の確保及び賃貸住宅の賃貸に係る事業の公正かつ円滑な実施を図るため、賃貸住宅管理業を営む者に係る登録制度を設け、その業務の適正な運営を確保するとともに、特定賃貸借契約の適正化のための措置等を講ずることにより、良好な居住環境を備えた賃貸住宅の安定的な確保を図り、もって国民生活の安定向上及び国民経済の発展に寄与することを目的とした法律である。（同法第1条）。
この法律では、賃貸住宅管理業を営む者に係る登録制度（同法第3条～第27条、2021年6月15日施行）と特定賃貸借契約の適正化のための措置等（同法第28条～第36条、2020年12月15日施行）が定められている。

## 構成
- 第一章　総則
  - 第一条（目的）
  - 第二条（定義）
- 第二章　賃貸住宅管理業
  - 第一節　登録
    - 第三条（登録）
    - 第四条（登録の申請）
    - 第五条（登録の実施）
    - 第六条（登録の拒否）
    - 第七条（変更の届出）
    - 第八条（賃貸住宅管理業者登録簿の閲覧）
    - 第九条（廃業等の届出）

  - 第二節　業務
    - 第十条（業務処理の原則）
    - 第十一条（名義貸しの禁止）
    - 第十二条（業務管理者の選任）
    - 第十三条（管理受託契約の締結前の書面の交付）
    - 第十四条（管理受託契約の締結時の書面の交付）
    - 第十五条（管理業務の再委託の禁止）
    - 第十六条（分別管理）
    - 第十七条（証明書の携帯等）
    - 第十八条（帳簿の備付け等）
    - 第十九条（標識の掲示）
    - 第二十条（委託者への定期報告）
    - 第二十一条（秘密を守る義務）

  - 第三節　監督
    - 第二十二条（業務改善命令）
    - 第二十三条（登録の取消し等）
    - 第二十四条（登録の抹消）
    - 第二十五条（監督処分等の公告）
    - 第二十六条（報告徴収及び立入検査）
    - 第二十七条（登録の取消し等に伴う業務の結了）
- 第三章　特定賃貸借契約の適正化のための措置等
  - 第二十八条（誇大広告等の禁止）
  - 第二十九条（不当な勧誘等の禁止）
  - 第三十条（特定賃貸借契約の締結前の書面の交付）
  - 第三十一条（特定賃貸借契約の締結時の書面の交付）
  - 第三十二条（書類の閲覧）
  - 第三十三条（指示）
  - 第三十四条（特定賃貸借契約に関する業務の停止等）
  - 第三十五条（国土交通大臣に対する申出）
  - 第三十六条（報告徴収及び立入検査）
- 第四章　雑則
  - 第三十七条（適用の除外）
  - 第三十八条（権限の委任）
  - 第三十九条（国土交通省令への委任）
  - 第四十条（経過措置）
- 第五章　罰則
  - 第四十一条
  - 第四十二条
  - 第四十三条
  - 第四十四条
  - 第四十五条
  - 第四十六条
- 附則

## 主務官庁
国土交通省の所管となる。

## 資格
- 賃貸不動産経営管理士
- 宅地建物取引士